# Henneguya zschokkei
Henneguya zschokkei, também conhecido como Henneguya salminicola, é uma espécie de parasita mixosporeano de certas espécies de salmão do gênero Oncorhynchus. Seus anfitriões incluem:
- Oncorhynchus nerka
- Oncorhynchus keta
- Oncorhynchus tshawytscha
- Oncorhynchus gorbuscha
- Oncorhynchus kisutch
- Formas anádromas de Oncorhynchus mykiss (truta arco-íris)

## Falta de mitocôndrias
Henneguya salminicola é o único animal multicelular conhecido que carece completamente de mitocôndrias e genes mitocondriais, o que significa que não usa respiração aeróbica para produzir energia.
A natureza anaeróbica de Henneguya Salminicola foi descoberta acidentalmente por cientistas da Universidade de Tel Aviv em fevereiro de 2020. O professor Dorothee Huchon notou que estava faltando um genoma mitocondrial na criatura.